# Дем'яненко Іван Микитович
Іван Микитович Дем'яненко (1917–1978) — майор Радянської Армії, учасник Німецько-радянської війни, Герой Радянського Союзу (1943).

## Біографія
Іван Дем'яненко народився 12 (за новим стилем — 25) вересня 1917 року в селі Олексіївка (нині — Більмакський район Запорізької області України) в сім'ї селянина. У 1935 році закінчив педагогічний технікум в Бердянську, після чого працював учителем. У 1939 році Дем'яненко був призваний на службу в Робітничо-селянську Червону Армію. У 1941 році він закінчив Московське артилерійське училище. З того ж року — на фронтах війни. До жовтня 1943 року старший лейтенант Іван Дем'яненко командував батареєю 399-го гаубичного артилерійського полку 2-ї гвардійської гаубичної артилерійської бригади 1-ї гвардійської артилерійської дивізії 65-ї армії Центрального фронту. Відзначився під час битви за Дніпро.
15 жовтня 1943 року в районі сіл Крупейкі і Щітци Лоєвського району Гомельської області Білоруської РСР в складі штурмової групи Дем'яненко одним з перших переправився через Дніпро і взяв активну участь в захопленні плацдарму. Коригуючи вогонь артилерії свого полку, він сприяв успішному відображенню контратак і утриманню плацдарму.
Указом Президії Верховної Ради СРСР від 24 грудня 1943 року за «зразкове виконання бойових завдань командування на фронті боротьби з німецькими загарбниками і проявлені при цьому мужність і героїзм» старший лейтенант Іван Дем'яненко був удостоєний високого звання Героя Радянського Союзу з врученням ордена Леніна і медалі «Золота зірка» за номером 2315.
Після закінчення війни Дем'яненко продовжив службу в Радянській Армії. У 1958 році він закінчив Центральні артилерійські офіцерські курси. У 1960 році в званні майора він був звільнений в запас. Проживав і працював у Львові. Помер 23 листопада 1978 року, похований на полі № 69 Личаківського цвинтаря.
В Олексіївці встановлений бюст Дем'яненка .

## Нагороди та звання
- Звання Герой Радянського Союзу. Указ Президії Верховної Ради СРСР від 24 грудня 1943 року:
  - Орден Леніна
  - Медаль «Золота Зірка» № 2315.
- Орден Червоної Зірки. Наказ командувача артилерією 13 армії № 37 від 8 вересня 1944 року.
- Орден Червоної Зірки. Наказ Військової ради 1 Українського фронту № 80 / н від 8 червня 1945 року.
- Орден Червоної Зірки. Указ Президії Верховної Ради СРСР від 26 жовтня 1955 року.
- Медаль «За перемогу над Німеччиною у Великій Вітчизняній війні 1941—1945 рр.» . Указ Президії Верховної Ради СРСР від 9 травня 1945 року.
- Медалі СРСР.[2]